# Zagrebačko gradsko kazalište Komedija
Zagrebačko gradsko kazalište Komedija osnovano je 1. studenoga 1950. godine i osnovna mu je djelatnost izvođenje glazbenih i dramskih predstava. Pravni je sljednik Zagrebačkoga dramskoga kazališta i Vedroga Kerempuhovoga kazališta.

## Povijest kazališta
Prva predstava odigrana je 29. studenoga 1950. godine kada su s „Kerempuhova vedra programa” izvedene četiri predstave: Kirija, Bratska pomoć, Kiki i Dođite sutra. Kazalište je nastalo spajanjem Zagrebačkoga dramskoga kazališta i Kerempuhovoga vedroga kazališta. Zaštitni znak kazališta Komedija dvije su starogrčke krinke od kojih se jedna smije, dok druga plače. One dočaravaju stvarnost u kojoj kazalište u svojim komedijama i glazbeno-scenskim djelima publiku nasmije i rasplače.
Najduže igrana predstava jest musical Mamma Mia!. Praizveden je 18. lipnja 2015., a 8. lipnja 2022. izvedena je 250. put.

## Predstave
Repertoar kazališta "Komedija" sastoji se od opereta, mjuzikla, dramskih predstava, glazbenih predstava, rock opera i drugih kulturnih manifestacija.
Operete su jedne od glavnih "Komedijinih" izvedaba. Do danas je odigrano preko 30 opereta, od kojih je deset domaćih. Između ostalih tu su i Splitski akvarel, Mala Floramye i Katarina Velika od Ive Tijardovića, Barun Trenk i Madame Troubadour, Boccaccio od Srećka Albinia, te Kneginja čardaša i Grofica Marica od Emmericha Kálmána. 23. prosinca 1950. godine povodom osnivanja kazališta premijerno je prikazana predstava Zemlja smiješka od Franza Lehara. Na ljetnom festivalu u Zagrebu 1996. godine, "Komedijin" ansambl premijerno je prikazao Šišmiša od Johanna Straussa mlađeg, a 2002. godine na prvom "Jarunfestu" obnovljena je njegova popularna opereta Noć u Veneciji.
Mjuzikli se već od šezdesetih godine redovno izvode na sceni kazališta "Komedija". 1960. godine prikazan je mjuzikl Poljubi me od Katoa Cola Portera, te nakon toga slijede Ljubimica divljeg zapada od Sammya Faina, Slatka Irma od Marguerite Monnot, Lady iz Pariza od Petera Kreudera, Ljubav na talijanski način od Renatoa Rascela, Guslač na krovu od Jerryja Bocka i Josepha Steina, Obećanja od Burta Bacharacha, Strouseov Aplauz i mnogi drugi. 1969. godine izveden je prvi domaći cjeloviti mjuzikl Velika trka od Milana Grgića i Alfija Kabilja. 
Rock opere kazalište "Komedija" izvodilo je u koncertnoj dvorani Vatroslava Lisinskog. U Lisinskom je izvedena prva hrvatska rock opera Gubec-beg, koja ima posebno poglavlje u povijesti kazališta "Komedija" i hrvatskog glazbenog kazališta uopće. 1982. godine "Komedijin" ansambl na sceni dvorane Lisinski prikazuje pop-operu Jadnici od Clauda-Michela Schönberga i Alaina Boublila, napisanu prema romanu Victora Hugoa.

## Ansambl
Ansambl kazališta nastao je i dalje napredovao kroz "Komedijine" predstave. U vrijeme mjuzikla šezdesetih i sedamdesetih stvorio se novi umjetnički termin 'glumac-pjevač' ili 'pjevač-glumac', zato što su glumci, pjevači i plesači morali znati glumiti, pjevati i plesati.
Solisti:
- Dirigenti - Dinko Appelt, Krešimir Batinić
- Glumci i glumci pjevači -  Vid Balog, Jasna Bilušić, Saša Buneta, Vanja Ćirić,  Željko Duvnjak, Mila Elegović, Nina Kaić, Adam Končić, Damir Lončar, Goran Malus, Sanja Marin Ožbolt, Tomislav Martić, Igor Mešin, Dubravka Ostojić, Zlatko Ožbolt, Jasna Palić Picukarić, Renata Sabljak, Davor Svedružić, Ljubo Zečević, Ronald Žlabur, Fabija Pavao Medvešek, Dajana Čuljak, Ivan Glowatzky, Dražen Bratulić, Ivan Magud, Ana Kraljević
- Operni pjevači i pjevači - Zorica Antonić, Sandra Bagarić, Ervin Baučić, Larisa Marak, Danijela Pintarić, Đani Stipaničev, Vlatka Burić

Orkestar
- Koncertni majstor - Melita Šafran
- Zamjenik koncertnog majstora - Dean Melki
- Violina - Petar Haluza, Gorjana Jurilj, Ljiljana Šoštarić Reberšak, Vanja Žingerlin, Ivan Zovko, Mirta Janc Balog, Vlasta Vanječek, Kristina Tripalo
- Viola - Terezija Grilec Nežmahen, Danijela Zmazek Janković
- Violončelo - Vinko Grubešić, Matej Milošev
- Kontrabas - Saša Špoljar
- Harfa - Doris Karamatić
- Flauta - Ivana Vukojević
- Flauta (piccolo) - Katarina Horvat
- Oboa - Ivana Divić
- Klarinet - Luko Stanović, Tomislav Babić
- Fagot- Ivan Androić
- Horne- Miro Markuš, Bruno Grošić
- Truba - Ramon Reberšak, Igor Mrnjavčić
- Trombon - Juraj Janjić, Andrija Bosanac Schroetter
- Glasovir / klavijature - Berislav Arlavi/ Mateo Žmak
- Solo gitara - Alan Dović
- Bas gitara - Martin Petračić
- Bubnjevi - Borna Šercar
- Udaraljke - Josip Cvitanović, Hrvoje Rupčić
- Voditelj orkestra - Tomislav Babić

Zbor
- Zborovođa - Davor Kelić
- ženski glasovi: Aleta Arbanas Rendulić, Lana Blaće, Jadranka Gospodnetić, Rajka Grabar, Kristina Habuš, Ana Hruškovec, Tea Nuić, Franciska Križnjak, Gordana Major, Irena Raduka
- muški glasovi: Dino Antonić, Boris Barberić, Dario Došlić, Gordan Grnović, Dragan Peka, Božidar Peričić, Davor Schopf, Zoran Simikić, Stjepan Škrinjarić, Dario Štulić, Matija Škvorc, Drago Topolovec

Balet
- Kristina Delavec, Stela Gajski, Ana Hanić, Dejan Jakovljević, Ivana Masnjak, Tamara Masnjak, Morana Paškiević, Bojan Valentić, Tina Vrtar Stipić, Emil Kuzminski, Matea Ivanković

Ostalo osoblje
- Korepetitor - Tomislav Parmać
- Baletni pedagog (korepetitor) - Mladen Mordej Vučković
- Inspicijenti - Dijana Dajčić, Zlatko Kelnerić, Boris Štefančić
- Šaptači - Dorotea Krivec, Stela Palijan Žingerlin

## Vanjske poveznice

### Sestrinski projekti
|  | Zajednički poslužitelj ima još gradiva o temi Kazalište Komedija |

### Mrežna sjedišta
- Zagrebačko gradsko kazališta "Komedija" – službene stranice  Arhivirana inačica izvorne stranice od 28. travnja 2014. (Wayback Machine)